# ¡Nop!
¡Nop! (en inglés, Nope) es una película de terror y ciencia ficción estadounidense de 2022 escrita, dirigida y producida por Jordan Peele bajo su estandarte Monkeypaw Productions. Está protagonizada por Daniel Kaluuya, Keke Palmer, Steven Yeun, Michael Wincott y Brandon Perea y sigue a dos hermanos propietarios de un rancho que intentan capturar evidencia de un objeto volador no identificado.
Peele anunció oficialmente su tercera película como director, entonces sin título, en noviembre de 2019. Palmer y Kaluuya se unieron en febrero de 2020, Yeun fue elegido el próximo mes y Peele reveló el título en julio de 2021. La filmación tuvo lugar durante el otoño de 2021 en el norte del condado de Los Ángeles y terminó en noviembre. Se rumoreaba que el título era un acrónimo de «Not Of Planet Earth» o «Not Our Planet Earth» según el póster de la película, pero Peele reveló más tarde que el título se refiere a la reacción que esperaba provocar en el público.
¡Nop! se estrenó en el TCL Chinese Theatre de Los Ángeles el 18 de julio de 2022 y fue estrenada en los Estados Unidos el 22 de julio de 2022 por Universal Pictures. Ha recaudado más de $171 millones y recibió elogios por su originalidad, ambición, actuaciones, cinematografía y dirección, aunque el guion polarizó a los críticos.

## Argumento
| «Y echaré sobre ti suciedades, y te afrentaré, y te pondré como espectáculo».—Nahum 3:6, versículo de la biblia que abre la película |

El caballo en movimiento de Eadweard Muybridge, utilizado como ilustración de «el primer conjunto de fotografías utilizadas para crear una película»

En 1998, en el escenario sonoro de la serie cómica Gordy's Home, el actor animal que da título a la serie y un chimpancé adiestrado ataca fatalmente a varios de sus coprotagonistas después de ser sobresaltado por el estallido de un globo en el set. El actor más joven del programa, Ricky «Jupe» Park, se esconde debajo de una mesa y sale ileso, aunque traumatizado por la experiencia. El chimpancé encuentra a Jupe y le extiende la mano para chocarle el puño, antes de que las autoridades lo maten a tiros cuando llegan a la escena.
En la actualidad, el dueño de un rancho, Otis Haywood Sr., entrena y maneja caballos para producciones de cine y televisión. Cuando muere misteriosamente después de que una moneda de cinco centavos se le incrusta a través del ojo al caer inexplicablemente del cielo. Sus hijos, Otis "OJ" Haywood Jr. y Emerald "Em" Haywood heredan el rancho. OJ intenta mantener el negocio a flote y el legado de su padre, mientras que Em busca fama y fortuna en Hollywood. Lo que lleva a esta alardear en sus presentaciones que ambos descienden del jinete anónimo de la serie de fotografías El caballo en movimiento de Eadweard Muybridge.
Seis meses después, mientras filmaba un comercial con el destacado director de fotografía Antlers Holst, uno de los caballos reacciona violentamente cuando el equipo lo sobresalta y los Haywood son despedidos del proyecto. Los problemas financieros del rancho obligaron a OJ a vender caballos a Jupe, quien se mudó cerca y estableció "Jupiter's Claim", un pequeño parque temático del oeste donde explota su historia de la masacre de Gordy's Home para obtener ganancias. Jupe ofrece comprar el rancho a los Haywood, una oferta que Em anima a OJ a aceptar. Esa noche, los Haywood notan que su electricidad fluctúa y sus caballos desaparecen y reaccionan violentamente ante una presencia desconocida. Descubren un objeto volador no identificado (OVNI) con forma de platillo volador que ha estado abduciendo a sus caballos. Motivados por un deseo de riqueza y fama, los hermanos deciden documentar la evidencia de la existencia del OVNI y reclutan a Ángel Torres, empleado de Fry's Electronics, para instalar cámaras de vigilancia. La interferencia eléctrica del OVNI y una mantis religiosa en una de las cámaras les impiden obtener imágenes claras, pero Ángel nota una nube cercana que nunca se mueve. Deducen que es el escondite del OVNI.
Jupe presenta un espectáculo en vivo en Jupiter's Claim y planea usar un caballo como cebo para atraer al OVNI, que ha estado alimentándose con los caballos de los Haywood durante meses, frente a una audiencia de pago. El OVNI llega pero devora a Jupe y a todo el público en su lugar. OJ deduce que el OVNI no es una nave espacial, sino una criatura territorial depredadora, y que come cualquier cosa que lo mire directamente. Utilizando métodos similares a los que se usan para domar y entrenar caballos, OJ cree que pueden influir en el comportamiento de la criatura para capturar imágenes sin morir en el proceso. Apodando a la criatura "Jean Jacket", los Haywood deciden contratar a Holst para que los ayude. Holst inicialmente se niega, pero finalmente lo reconsidera después de enterarse del incidente de Jupiter's Claim. Los Heywood y Ángel también descubren que tras alimentarse, Jean Jacket expulsa todo objeto inorgánico como plástico y metales de sus víctimas en una lluvia de desechos y sangre, lo que ocasionó la muerte de Otis hace seis meses. 
Para eludir los efectos de Jean Jacket en la electrónica, Holst trae una cámara de cine con manivela para capturar imágenes. Con el apoyo de Ángel, el grupo elabora un plan para atraer a Jean Jacket y llenan el campo con hombres inflables en busca de fallas eléctricas para deducir su ubicación en el cielo sin verlo directamente. Sin embargo, un reportero de TMZ ingresa sin autorización al campo y es malherido cuando su motocicleta eléctrica se apaga cuando se acerca a Jean Jacket. El alienígena lo devora mientras le ruega a OJ que filme el evento. Aunque Holst captura imágenes de Jean Jacket, se deja comer junto con su cámara, lo que obliga a los tres restantes a huir. Ángel sobrevive a un ataque de Jean Jacket cuando accidentalmente queda envuelto en una lona y alambre de púas, ocasionando que la criatura se despliegue de su forma de platillo a una forma de "ángel bíblico" similar a una medusa. 
OJ aleja a Jean Jacket de Em, mientras ella usa la motocicleta para huir hacia Jupiter's Claim. Allí, Em desata un enorme globo de helio del parque temático. Jean Jacket intenta alimentarse del globo mientras Em usa la cámara analógica de una atracción para fotografiar a Jean Jacket antes de que el globo explote dentro de la criatura, aparentemente matándola. Con la imagen como prueba de la existencia de la criatura y los reporteros llegando a la escena, Em ve a OJ fuera del parque en su caballo, después de haber sobrevivido a su encuentro con Jean Jacket.

## Reparto
- Daniel Kaluuya como Otis Jr. "OJ" Haywood, hijo de Otis
- Keke Palmer como Emerald "Em" Haywood, hija de Otis
- Steven Yeun como Ricky "Jupe" Park, ex niño actor y propietario/creador del parque temático "Jupiter's Claim"
  - Jacob Kim como Young Ricky "Jupe" Park, quien interpreta a Mikey Houston en Gordy's Home
- Brandon Perea como Angel Torres, un vendedor de tecnología en Fry's Electronics
- Michael Wincott como Antlers Holst, un reconocido director de fotografía
- Wrenn Schmidt como Amber Park, la esposa de Jupe
- Keith David como Otis Haywood Sr., el propietario del Hollywood Horses Ranch de Haywood
- Donna Mills como Bonnie Clayton, actriz
- Barbie Ferreira como Nessie, compañera de trabajo de Angel en Fry's
- Eddie Jemison como Buster, miembro de la tripulación en un comercial
- Oz Perkins (acreditado como Osgood Perkins) como Fynn Bachman, director comercial
- Devon Graye como Ryder Muybridge, reportero de TMZ
- Terry Notary como Gordy, un chimpancé y estrella de la comedia Gordy's Home
- Sophia Coto como Mary Jo Elliott, quien interpreta a Haley Houston en Gordy's Home
- Andrew Patrick Ralston como Tom Bogan, quien interpreta a Brett Houston en Gordy's Home
- Jennifer Lafleur como Phyllis Mayberry, quien interpreta a Margaret Houston en Gordy's Home

## Temas e interpretaciones
La película se ha caracterizado por contener temas relacionados con el espectáculo y la explotación. Gerrick D. Kennedy GQ escribió que ¡Nop! "es una película sobre el espectáculo. Más concretamente, nuestra adicción al espectáculo... ¡Nop!, se trata de sostener un espejo frente a todos nosotros y nuestra incapacidad para apartar la mirada del drama o el peligro". Kennedy también afirma que "el borrado de las contribuciones negras" a la historia del cine juega un papel importante en la película. El escritor y director Jordan Peele se inspiró en parte para escribir No por los bloqueos de COVID-19 y el "ciclo interminable de tragedia sombría e ineludible" en 2020.
La escritora de Los Angeles Times, Jen Yamato, señaló que Ricky "Jupe" Park de Steven Yeun intenta sacar provecho de Jean Jacket con su programa "Star Lasso Experience", creyendo falsamente que, debido a que sobrevivió al incidente de Gordy, comparte un parentesco similar con Jean Jacket. Zosha Millman de Polygon argumenta que la creencia de Park de que Gordy y Jean Jacket tienen buenas intenciones, a pesar de su capacidad de ser impredecibles y peligrosos, contrasta con la experiencia de vida de OJ de Daniel Kaluuya, "quien creció rodeado de animales rebeldes que era su trabajo para domar. Como entrenador de caballos, sabe que los animales merecen nuestro respeto. Pero no es parte de un gran diseño, ni nace de una relación especial con el caballo. Es un animal y podría matarte, pero se puede domesticar y trabajar con él, si sabes lo que estás haciendo". Discutiendo el destino de Park, el personaje de Michael Wincott, Antlers Holst, menciona a Siegfried & Roy, un dúo conocido por entrenar leones blancos y tigres blancos, el último de los cuales fue atacado y gravemente herido por uno de sus tigres. Jason Faulkner de GameRevolution señaló además que "Peele cita [ing Neon Genesis Evangelion Ángeles como la principal inspiración para la película y el monstruo que hay dentro", y del verdadero significado de la verdadera forma de Jean Jacket, la semejanza con la descripción bíblica de ángeles; señala el verso de Nahum que precede a la película como indicativo de los pensamientos de Peele sobre la Biblia, y cómo si uno "piensa en la forma en que Jean Jacket se alimenta y el concepto de personas que ascienden al cielo, uno puede conectar los puntos [que] la especie de Jean Jacket ha estado con la humanidad durante mucho tiempo, y un ataque de una de las criaturas podría ser malinterpretado como algo divino".
Al ver a Gordy moverse por el set destrozado de Gordy's Home, Park se da cuenta de que uno de los zapatos de su coprotagonista está inexplicablemente erguido; como adulto, Park tiene el zapato en exhibición en su habitación de recuerdos de Gordy's Home. Millman, junto con Cooper Hood de Screen Rant, identifican el zapato misteriosamente de pie como un posible ejemplo de un "milagro malo", una etiqueta que usa OJ cuando él y Emerald de Keke Palmer se enteran de que aparentemente están tratando con un OVNI. Hood escribe que el zapato de pie puede verse como un "milagro malo" debido a "la naturaleza inexplicable del fenómeno y cómo sucedió durante una tragedia. Juega con el tema de la película de convertir eventos trágicos en un espectáculo, ya que Ricky se está beneficiando del coleccionable a pesar del trauma de sus circunstancias". Yamato, sin embargo, cuestiona si Park "simplemente imaginó [d] el zapato parado imposiblemente en el aire, ¿Y está recordando mal que justo antes de que le dispararan, Gordy se volvió hacia él en amistad?". Yamato afirma que Park ha disfrazado su trauma por el incidente "bajo una apariencia de ajetreo y humor capitalistas", y caracteriza la experiencia de Park como niño actor como una en la que fue "explotado y luego escupido por la máquina de la fama... y esto lo lleva a cometer el error fatal de subestimar a una criatura que es demasiado peligrosa para pelear".

## Producción

### Desarrollo
El 1 de octubre de 2019, Universal Pictures anunció una asociación de producción exclusiva de cinco años con Monkeypaw Productions de Peele. ¡Nope!, entonces un proyecto sin título, se anunció el 9 de noviembre de 2020, con Peele listo para escribir, dirigir y producir. Él dijo: "Lo escribí en un momento en que estábamos un poco preocupados por el futuro del cine. Así que lo primero que supe es que quería crear un espectáculo. Quería crear algo que la audiencia tuviera que venir a ver". En declaraciones a GQ, Peele declaró: "Mucho de lo que este mundo estaba experimentando era esta sobrecarga de espectáculo y una especie de punto bajo de nuestra adicción al espectáculo. Peele agregó que "escribió [la película] atrapado dentro, así que supe que quería hacer algo que fuera sobre el cielo. Sabía que el mundo querría estar afuera y, al mismo tiempo, sabía que teníamos este nuevo miedo de este trauma, de este momento de lo que significaba salir. ¿Podemos salir afuera? Así que deslicé algunas de esas cosas".
Peele citó públicamente King Kong y Jurassic Park, películas sobre la adicción de la humanidad al espectáculo, junto con Close Encounters of the Third Kind, Señales y El mago de Oz como influencias en su escritura, pero luego identificó a los Ángeles de Neon Genesis Evangelion como inspiración principal para la premisa de la película y el monstruo en las notas de producción de la película, impresionado por el "hiperminimalismo" y el "estilo de diseño biomecánico" de Sahaquiel, el décimo ángel. Explicó su decisión de incluir un enfoque principal en las nubes en la película: "La belleza del cielo es fascinante, las primeras películas, en cierto modo. De vez en cuando verás una nube que se sienta sola y es demasiado baja, y me da este vértigo y esta sensación de Presencia con P mayúscula. No puedo describirlo, pero sabía que si podía embotellar eso y ponerlo en una película de terror, podría cambiar la forma en que la gente mira el cielo".
Peele originalmente escribió el personaje de Angel Torres como un personaje geek "despreocupado" hasta que Brandon Perea fue elegido como el personaje, que quería expandirse y retratarlo como más conectado a tierra. También se necesitaron varias reescrituras para que Perea convenciera a Peele y a los ejecutivos de Universal de cambiar el destino del personaje en el clímax de la película de ser asesinado por Jean Jacket a sobrevivir a toda la terrible experiencia, diciendo: "No hay forma de que la historia termine en mi cabeza". No hay forma. Por lo heroico que parecía todo al final, creo que no hay forma de que dejen a los héroes así. Esto es solo el comienzo de algo nuevo".
En febrero de 2021, se informó que Keke Palmer y Daniel Kaluuya se habían unido al elenco, mientras que Jesse Plemons rechazó un papel para protagonizar Los asesinos de la luna. Peele escribió el guion pensando en Kaluuya para el papel de OJ Haywood. En marzo, se agregó Steven Yeun al elenco.

### Rodaje

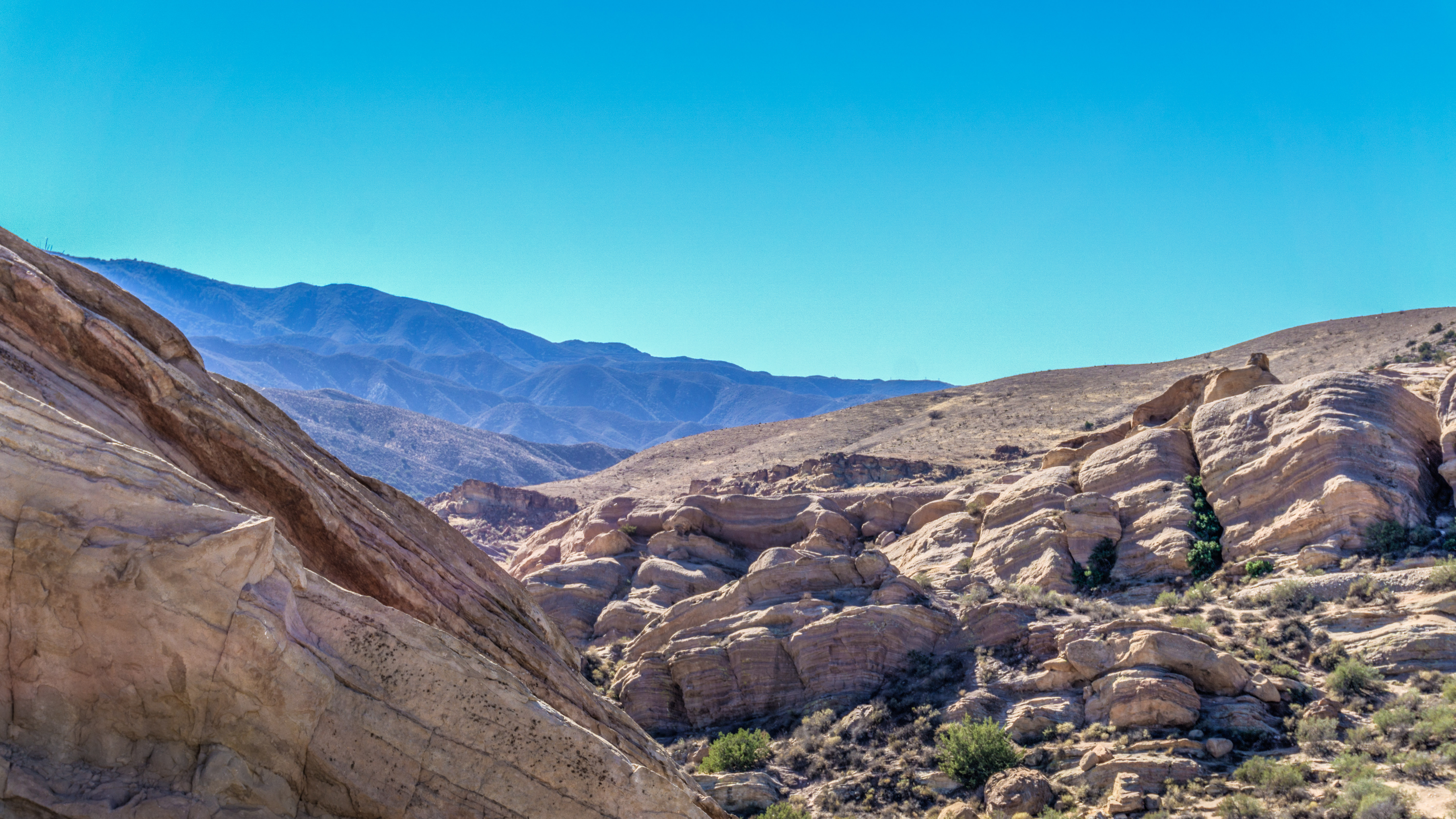
La película se rodó en Agua Dulce, California.

La fotografía principal tuvo lugar en el desierto de Agua Dulce en el norte del condado de Los Ángeles. La producción recibió un valor estimado de $ 8,364,000 en créditos fiscales para filmar la película en el estado de California. La película se rodó con un presupuesto de 68 millones de dólares después de los incentivos. Fue el primero en emplear aprendices (en este caso, seis) de California Below-the-Line Traineeship de Universal Filmed Entertainment Group para personas que buscan carreras detrás de la cámara. ¡Nop! fue filmada por el director de fotografía Hoyte van Hoytema usando película Kodak, incluida película de 65 mm en IMAX, lo que la convierte en la primera película de terror en la historia que se filma en este formato. El 22 de julio de 2021, Peele reveló el título de la película y compartió su primer póster de lanzamiento promocional, y se confirmaron más castings. Peele eligió ¡Nop! como título porque quería reconocer al público del cine y sus reacciones esperadas ante la película. Sin embargo, también dijo que había considerado titular la película Little Green Men para hacer referencia a un tema de la película sobre la "monetización del espectáculo" de la humanidad. La filmación también tuvo lugar en la ubicación de Fry's Electronics en Burbank, California, que había cerrado junto con todas las ubicaciones restantes de Fry varias semanas antes de la filmación. La tienda fue recreada en su estado operativo para la filmación.
La película del oeste de 1972 Buck y the Preacher, protagonizada por Sidney Poitier, aparece a lo largo de la película; Peele dijo que era "la primera película que yo sepa que tenía vaqueros negros representados en ella. El mito de que los vaqueros eran solo hombres blancos corriendo, simplemente no es cierto, pero no lo sabemos debido a Hollywood y la visión romántica de una era muy brutalizada. La película comparte un espíritu". Para su escena introductoria, que también abre el primer tráiler de la película, Palmer filmó catorce tomas del monólogo de Emerald sobre su historia y la de la familia de OJ, que inicialmente no estaba en el guion antes de la fotografía principal. Peele describió cada toma como "... muy diferente, sin cortes. Pero solo un tour de force, una de esas cosas en las que ves a alguien como, 'Voy a tomar esta decisión esta vez y lo haré'. Hay improvisación allí".

### Diseño de criatura
El profesor de CalTech, John O. Dabiri, colaboró con Peele y su equipo en el diseño de la forma de ovni de la criatura Jean Jacket, y, en particular, su verdadera forma final de "ángel bíblico", que se inspiró en las de Neon Genesis Evangelion y las criaturas marinas como medusas, pulpos y calamares, para imaginar un depredador del cielo hipotético no descubierto previamente extinto, imaginando de manera realista "cómo podría algo como esconderse en las nubes", con su capacidad de "generar un campo eléctrico" tomado de anguilas eléctricas y peces cuchillo fantasma, lo que permite propulsión eléctrica ("Vuelo rápido sin alas / velas de Jean Jacket").

### Disfraces
Alex Bovaird, quien se desempeñó como diseñador de vestuario, empleó un "enfoque de método" para crear los vestuarios de los personajes, usando comedias de situación de la década de 1990, oscuras bandas de rock y la película de 1985 Los Goonies como inspiración. Para que coincidiera con el escenario californiano de la película, Bovaird, Peele y sus equipos decidieron crear un contraste entre "colores súper neón contra el telón de fondo del desierto" y hacer que los personajes principales de la película "parecieran héroes de acción, pero geniales". Para los atuendos de OJ y Emerald, Bovaird fue en contra de los clichés de cómo se vestirían los rancheros de caballos y les dio ropa casual, un ejemplo fue la sudadera con capucha naranja de El rey Escorpión de OJ, además de retratar a Emerald como "marimacho" al hacer que usara ropa que ella y OJ pueden haberse "ido en el rancho". Bovaird vio al personaje de Angel Torres como "un tipo un poco cínico y enojado" y una especie de "latinemo", pero todavía "alegre" debido a que era un personaje de alivio cómico, por lo que lo vistió con un oscuro. Paleta de colores que se va aclarando a medida que avanza la película, utilizando camisetas de banda, pantalones cortos y Vans. El traje de vaquero rojo de Ricky "Jupe" Park que usa en la escena de Star Lasso Experience casi no hizo el corte, porque Bovaird no estaba seguro de si Peele quería ser "audaz". Para el disfraz de Gordy, Bovaird y su equipo vistieron al actor humano Terry Notary con una chaqueta de punto en la línea de la que llevaba Andy (Kerri Green) en Los Goonies, con rayas amarillas y negras. Luego, las acciones del notario se transfirieron al chimpancé CGI creado en la posproducción.

### Diseño de sonido
El diseñador de sonido Johnnie Burn dijo en una entrevista con IndieWire: "Jordan Peele es un director que realmente sabe cómo escribir para el sonido". Continuó: "Las primeras conversaciones fueron del tipo 'Queremos ser súper realistas... Y para eso, estábamos resistiendo la tentación de escuchar algo del monstruo demasiado pronto, porque queríamos que fuera creíble que se trataba de un depredador, y ¿Cómo podría algo tan grande salirse con la suya si estaba haciendo un ¿ruido fuerte?... Uno de los principales sonidos que usamos fue el silencio". Burn representó la presencia de Jean Jacket en el medio ambiente quitando capas, como el diálogo, el viento y el canto de los grillos. Burn también diseñó paisajes sonoros de viento que contenían sonidos débiles y oscuros, como gritos, para sugerir el movimiento de Jean Jacket a través del aire. La película fue mezclada en Dolby Atmos.

### Música
La partitura de la película fue compuesta por Michael Abels, quien trabajó con Peele antes en Get Out y Us . Abels describió que su partitura tenía que cumplir con el "nivel de amenaza" descrito por Peele en el guion y las ideas impuestas por la cita de la película "¿Qué es un mal milagro?". Añadió: "La música necesita tener ambos sentidos juntos. Tanto una pequeña sensación de asombro como la que tendríamos al mirar el Gran Cañón, pero también la necesidad de huir lejos del Gran Cañón porque caerse no sería bueno. Esa es la dicotomía que está presente en la película... escuchas una sensación de un poco de asombro y magia, y luego hay puro terror. Pero luego también hay una sensación de una verdadera aventura épica hacia el final y música gigante que acompaña a una aventura histórica gigante". Al trabajar con el diseñador de sonido de la película, Johnnie Burn, Abels sintió que el uso del silencio jugó un papel importante en la música de la película y dijo: "La tensión entre el espacio negativo y la música es en realidad parte de la música. Dejar espacio para el diseño de sonido, incluso cuando hay una señal de entrada, fue una parte importante de la forma en que lo abordé. Muchas veces en las partes más aterradoras, especialmente en las primeras partes de esta película, estás escuchando lo que esperas no escuchar o lo que pensabas que podrías haber escuchado. La quietud te permite enloquecer de esa manera".
El álbum de la banda sonora fue lanzado por Back Lot Music el 22 de julio de 2022, el mismo día que la película. El álbum de partituras también incluye un remix de " Sunset at Night " de Corey Hart. Además, la película incluye las canciones " Walk On By " de Dionne Warwick, "This Is the Lost Generation" de Lost Generation y "Exuma, the Obeah Man" de Exuma.

| N.º             | Título                                  | Escritor(es)                                            | Artista(s)              | Duración |
| --------------- | --------------------------------------- | ------------------------------------------------------- | ----------------------- | -------- |
| 1.              | "Haywood Ranch"                         | Michael Abels                                           | Abels                   | 2:55     |
| 2.              | "The Muybridge Clip"                    | Abels                                                   | Abels                   | 3:34     |
| 3.              | "La Vie C'est Chouette"                 | François D'Aime & Pierre Billon [ fr ]                  | Jodie Foster            | 2:44     |
| 4.              | "Jupiter's Claim"                       | Abels                                                   | Abels                   | 1:43     |
| 5.              | "Brother Sister Walk"                   | Abels                                                   | Abels                   | 1:18     |
| 6.              | "Walk On By"                            | Burt Bacharach & Hal David                              | Dionne Warwick          | 2:54     |
| 7.              | "Growing Up Haywood"                    | Abels                                                   | Abels                   | 1:29     |
| 8.              | "This Is the Lost Generation"           | A. J. Tribble, Lowrell Simon , Fred Simon & Gus Redmond | The Lost Generation     | 3:34     |
| 9.              | "Not Good"                              | Abels                                                   | Abels                   | 2:00     |
| 10.             | "What's a Bad Miracle"                  | Abels                                                   | Abels                   | 1:32     |
| 11.             | "The Oprah Shot"                        | Abels                                                   | Abels                   | 1:51     |
| 12.             | "Ancient Aliens"                        | Abels                                                   | Abels                   | 2:08     |
| 13.             | "Park Kids Prank Haywood"               | Abels                                                   | Abels                   | 1:08     |
| 14.             | "It's in the Cloud"                     | Abels                                                   | Abels                   | 2:37     |
| 15.             | "Holy Sh*t It's Real"                   | Abels                                                   | Abels                   | 2:09     |
| 16.             | "Progressive Anxiety"                   | Abels                                                   | Abels                   | 3:02     |
| 17.             | "The Star Lasso Expeeerrriii..."        | Abels                                                   | Abels                   | 0:35     |
| 18.             | "Arena Attack"                          | Abels                                                   | Abels                   | 1:23     |
| 19.             | "Sunglasses at Night" (Jean Jacket Mix) | Corey Hart                                              | Hart                    | 4:38     |
| 20.             | "Blood Rain"                            | Abels                                                   | Abels                   | 1:47     |
| 21.             | "The Unaccounted For"                   | Abels                                                   | Abels                   | 2:36     |
| 22.             | "Preparing the Trap"                    | Abels                                                   | Abels                   | 2:41     |
| 23.             | "Purple People Reader"                  | Sheb Wooley                                             | Michael Wincott & Abels | 1:35     |
| 24.             | "Exuma, the Obeah Man"                  | Exuma                                                   | Exuma                   | 6:12     |
| 25.             | "Man Down"                              | Abels                                                   | Abels                   | 6:02     |
| 26.             | "WTF Is That"                           | Abels                                                   | Abels                   | 1:13     |
| 27.             | "The Run (Urban Legends)"               | Abels                                                   | Abels                   | 1:42     |
| 28.             | "Abduction"                             | Abels                                                   | Abels                   | 1:58     |
| 29.             | "Havoc"                                 | Abels                                                   | Abels                   | 0:46     |
| 30.             | "Em & Angel Fly"                        | Abels                                                   | Abels                   | 2:20     |
| 31.             | "A Hero Falls"                          | Abels                                                   | Abels                   | 2:47     |
| 32.             | "Pursuit"                               | Abels                                                   | Abels                   | 1:49     |
| 33.             | "Winkin' Well"                          | Abels                                                   | Abels                   | 3:42     |
| 34.             | "Nope"                                  | Abels                                                   | Abels                   | 2:31     |
| Duración total: | Duración total:                         | Duración total:                                         | Duración total:         | 1:22:55  |

## Marketing
El lanzamiento de un póster teaser en julio de 2021 y las primeras imágenes en febrero de 2022 fueron seguidos por un avance el 13 de febrero de 2022. El tráiler, que presentaba la grabación del Regal Theatre de 1962 de "Fingertips" de Stevie Wonder, fue elogiado por los críticos por crear suspenso y mantener la historia en secreto al mismo tiempo; algunos críticos comenzaron a especular que la película sería sobre vida extraterrestre. Jeremy Mathai de /Film dijo que "inmediatamente encendió Internet y envió a los fanáticos a toda prisa en busca de respuestas sobre si el antagonista principal de la película realmente podría ser invasores alienígenas del espacio exterior o si Peele tiene otro truco bajo la manga". Jordan Hoffman de Vanity Fair dijo que disfrutó de la elección de la canción y de una toma estática incluida con texto en movimiento, que comparó con una toma similar en el tráiler de El resplandor de Stanley Kubrick. Charles Pulliam-Moore de The Verge llamó "una de las raras películas modernas con tanta expectación a su alrededor para que esté tan cerca de su fecha de estreno sin que el público sepa básicamente nada al respecto". El avance también se transmitió durante el Super Bowl LVI y obtuvo 86 millones de visitas en los sitios web de redes sociales durante las 24 horas posteriores a su emisión.
El 1 de marzo de 2022 se publicó un segundo póster que muestra un caballo flotante. John Squires de Bloody Disgusting que era "totalmente posible que Nope no sea en absoluto la película que hasta ahora parece ser, con el marketing desconcertándonos". Lex Briscuso de /Film dijo que "a pesar de que la nueva imagen no nos da muchas pistas nuevas, estoy feliz de ver que el nuevo contenido continúa apareciendo de la nada". El 16 de abril, los Playoffs de la NBA promovieron la película con un clip protagonizado por el jugador de la NBA Stephen Curry. Larry Fitzmaurice de BuzzFeed lo llamó "terriblemente divertido". El 27 de abril, se mostraron imágenes adicionales a alrededor de 3000 personas con información privilegiada de la exhibición en CinemaCon; Peele pidió a los asistentes que fueran discretos y no revelaran ningún detalle sobre la historia. Este metraje, que muestra a varios personajes diciendo una variación de la palabra "no", se emitió más tarde como un anuncio de televisión de 30 segundos durante las Finales de la NBA, lo que confirma la existencia de ovnis en la película. Jeremy Methai de /Film lo calificó de "emocionante" y notó similitudes con la filmografía de Steven Spielberg al tiempo que expresó su creencia de que "hay algo mucho más detrás de la respuesta extremadamente fácil de extraterrestres que aterrorizan a nuestros indefensos protagonistas". Se lanzaron cuatro carteles de personajes el 7 de junio de 2022, con un largometraje lanzado al día siguiente. El tráiler final se lanzó el 9 de junio de 2022 y presenta la versión de 1971 de Undisputed Truth de "Ball of Confusion" de Temptations. Los revisores notaron su tono más ligero y dijeron que hizo un mejor trabajo al explicar la premisa. Justin Carter de Gizmodo dijo que era razonable creer que el tráiler compartía demasiada información, robando inadvertidamente al público cualquier posible misterio de la historia.
Los carteles de IMAX y Dolby se lanzaron a fines de junio de 2022. El 1 de julio, se publicó un sitio web interactivo para Jupiter's Claim, el parque temático ficticio que posee el personaje de Yeun en la película; además de dar pistas sobre la trama, realizaba sorteos semanales con premios en el mundo. Valerie Ettenhofer de /Film comparó un cartel en el sitio web de una película ficticia titulada Kid Sheriff con el cartel de la película de comedia de 2003 Holes. Ella describió el sitio web como "maravillosamente interactivo, algo así como un viejo sitio de juegos Flash, pero también da una idea de lo que podría ser ¡Nop!". Una versión del mundo real de Jupiter's Claim se agregó de forma permanente como parte del Studio Tour de Universal Studios Hollywood el 22 de julio, lo que la convierte en la primera atracción del Studio Tour en abrir el mismo día que la película que replica se estrena en los cines. El 24 de julio de 2022, Peele lanzó la introducción de Gordy's Home, la comedia de situación ficticia representada en la película, en su cuenta de Twitter.

## Lanzamiento
La película se estrenó en el TCL Chinese Theatre de Los Ángeles el 18 de julio de 2022. Fue estrenada en los cines de los Estados Unidos el 22 de julio de 2022 por Universal Pictures, una fecha revelada por primera vez en noviembre de 2020. El Alamo Drafthouse Cinema organizó una proyección al aire libre de la película en Sunset Ranch Hollywood el 25 de julio de 2022.

## Recepción

### Taquilla
En los Estados Unidos y Canadá, se proyectó que ¡Nop! recaudaría alrededor de $ 50 millones en 3785 salas de cine en su primer fin de semana. La película ganó $19,5 millones en su día de estreno, incluidos $6,4 millones (un 14% menos que los $ 7,4 millones ganados por la película Nosotros de Peele en 2019) de los avances del jueves por la noche. Luego debutó con $44,4 millones, encabezando la taquilla. También registró el mejor fin de semana de estreno para una película original desde Nosotros. Si bien la película se ubicó en el extremo inferior de las proyecciones, Deadline Hollywood aún la consideró un éxito, y señaló que su estreno fue más alto que Once Upon a Time in Hollywood ($41 millones), otra película original con clasificación R estrenada en julio. 2019, así como su bruto de viernes a sábado no disminuyó abruptamente, lo que indica posibles piernas en la taquilla. La película cayó un 58% en su segundo fin de semana a $18,6 millones, terminando en segundo lugar detrás del recién llegado DC Liga de Supermascotas. La película terminó en tercer lugar el fin de semana siguiente con $8,5 millones.

### Respuesta crítica

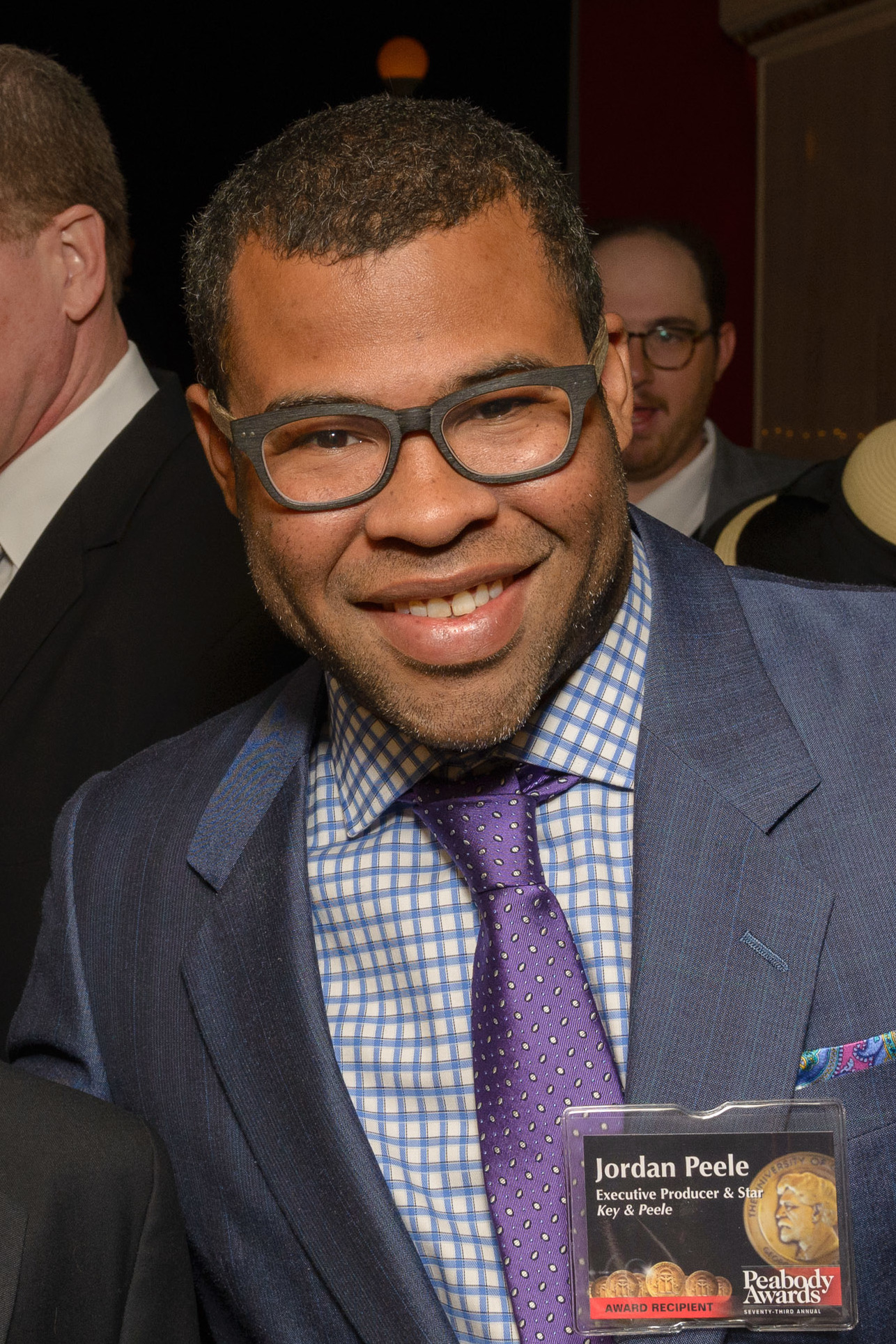
Jordan Peele recibió elogios por su dirección.

En el sitio web del agregador de reseñas Rotten Tomatoes, el 82% de las 414 reseñas de los críticos son positivas, con una calificación promedio de 7.4/10. El consenso del sitio web dice: "Admirable por su originalidad y ambición incluso cuando su alcance supera su alcance, ¡Nop! agrega el espectáculo de Spielberg al creciente arsenal de Jordan Peele". En Metacritic, que utiliza un promedio ponderado, asignó a la película una puntuación de 77 sobre 100, según 58 críticos, lo que indica "críticas generalmente favorables". El público encuestado por CinemaScore le dio a la película una calificación promedio de "B" en una escala de A+ a F, la misma calificación que Nosotros, mientras que PostTrak informó que el 0,79% de los espectadores le dieron una calificación positiva.
A.O. Scott, de The New York Times, elogió el "suspenso impecablemente manejado, los chistes agudos y una atmósfera desconcertante y seductora de rareza general" y señaló que, "si bien esta película puede describirse con justicia como Spielbergiana, se convierte en un enfático". y desacreditación explícita del tropo visual más característico de Spielberg: la mirada asombrada hacia arriba". Richard Roeper, del Chicago Sun-Times, le dio a la película una puntuación de cuatro sobre cuatro estrellas, calificándola de "una obra de cine emocionante llena de personajes memorables" y "un ejemplo clásico de una película audaz y original que rinde homenaje a un flujo aparentemente interminable de grandes películas y, sin embargo, es más que la suma de sus partes". Odie Henderson, escribiendo para RogerEbert.com, le dio a la película tres y media de cuatro estrellas, elogió la mezcla de sonido de la película y la llamó "definitivamente la película más espeluznante de Peele", y escribió que el propio Peele "sigue siendo un maestro de la mala dirección".
David Sims de The Atlantic escribió que "¡Nop! está teñido con la sátira ácida que impregnaba las dos películas anteriores [de Peele], mientras Peele examina por qué la forma más fácil de procesar el horror en estos días es convertirlo en un entretenimiento impresionante". Chris Evangelista de /Film escribió que " ¡Nop!, puede que no sea la mejor película de Jordan Peele hasta la fecha, pero es la que más disfruta. Un verdadero espectáculo de película de verano destinado a ser escrito a lo grande en la pantalla, brindándonos emociones, escalofríos, risas y la más preciada de las cosas: la magia del cine". David Ehrlich de IndieWire elogió la película y dijo: "No duele que lo último de Peele cuenta con algunos de los más inspirados diseños desde que HR Giger dejó su huella en el género, o que los ojos de Kaluuya siguen siendo algunos de los efectos especiales más importantes de Hollywood, ya que ¡Nop! obtiene casi tanto kilometraje de su cansancio como Get Out exprimido de su claridad. Es a través de ellos que ¡Nop! busca una nueva forma de ver, devuelve a los Haywood al lugar que les corresponde en la historia del cine y crea el raro espectáculo de Hollywood que no nos deja buscando más". Ben Kendrick de Screen Rant lo llamó una carta de amor al cine" y calificó la interpretación de Brandon Perea de Angel Torres como "destacada" entre el elenco secundario, mientras elogiaba las actuaciones de Kaluuya y Palmer.
Richard Lawson, de Vanity Fair, mostró opiniones encontradas sobre la película y dijo: "Mientras Nope se desvía y se tambalea, a menudo parece distraído por sí mismo, incapaz de concentrarse en nada el tiempo suficiente para que se una un significado o sentimiento más profundo". Alonso Duralde de TheWrap escribió: "En última instancia, esto se siente como cuatro películas muy prometedoras combinadas, con aspectos destacados espectaculares que chocan entre sí de una manera que finalmente falta, incluso cuando todos demuestran la destreza y la bravuconería del cineasta". Peter Bradshaw, de The Guardian, le dio a la película dos de cinco estrellas y escribió: "Hay algo cuajado y pesado en esta película, lamentablemente no tiene suficiente humor por el que Peele se hizo famoso en sus días de doble acto con Keegan-Michael Key".

### Reconocimientos
| Premio                                                | Fecha de la ceremonia   | Categoría                                           | Destinatarios                                                             | Resultado | Ref.    |
| ----------------------------------------------------- | ----------------------- | --------------------------------------------------- | ------------------------------------------------------------------------- | --------- | ------- |
| American Film Institute Awards                        | 9 de diciembre de 2022  | Top 10 Películas del Año                            | Nope                                                                      | Ganadora  | [ 94 ]  |
| Asociación de Críticos de Cine de Austin              | 10 de enero de 2023     | Mejor actriz de reparto                             | Keke Palmer                                                               | Pendiente | [ 95 ]  |
| Asociación de Críticos de Cine de Austin              | 10 de enero de 2023     | Mejor guion original                                | Jordan Peele                                                              | Pendiente | [ 95 ]  |
| Asociación de Críticos de Cine de Austin              | 10 de enero de 2023     | Mejor fotografía                                    | Hoyte van Hoytema                                                         | Pendiente | [ 95 ]  |
| Premios Black Reel                                    | 6 de febrero de 2023    | Mejor película                                      | Jordan Peele y Ian Cooper                                                 | Pendiente | [ 96 ]  |
| Premios Black Reel                                    | 6 de febrero de 2023    | Mejor director                                      | Jordan Peele                                                              | Pendiente | [ 96 ]  |
| Premios Black Reel                                    | 6 de febrero de 2023    | Mejor actor                                         | Daniel Kaluuya                                                            | Pendiente | [ 96 ]  |
| Premios Black Reel                                    | 6 de febrero de 2023    | Mejor actriz de reparto                             | Keke Palmer                                                               | Pendiente | [ 96 ]  |
| Premios Black Reel                                    | 6 de febrero de 2023    | Mejor guion                                         | Jordan Peele                                                              | Pendiente | [ 96 ]  |
| Premios Black Reel                                    | 6 de febrero de 2023    | Mejor banda sonora                                  | Michael Abels                                                             | Pendiente | [ 96 ]  |
| Premios Black Reel                                    | 6 de febrero de 2023    | Mejor fotografía                                    | Hoyte van Hoytema                                                         | Pendiente | [ 96 ]  |
| Premios Black Reel                                    | 6 de febrero de 2023    | Mejor diseño de producción                          | Ruth de Jong                                                              | Pendiente | [ 96 ]  |
| Asociación de Críticos de Cine de Chicago             | 14 de diciembre de 2022 | Mejor uso de efectos visuales                       | Nope                                                                      | Nominada  | [ 97 ]  |
| Florida Film Critics Circle                           | 22 de diciembre de 2022 | Mejor banda sonora                                  | Michael Abels                                                             | Nominado  | [ 98 ]  |
| Florida Film Critics Circle                           | 22 de diciembre de 2022 | Mejores efectos visuales                            | Nope                                                                      | Nominada  | [ 98 ]  |
| Hollywood Critics Association Midseason Film Awards   | 1 de julio de 2022      | Película más esperada                               | Nope                                                                      | Ganadora  | [ 99 ]  |
| Asociación de Críticos de Hollywood                   | 24 de febrero de 2023   | Mejor película de terror                            | Nope                                                                      | Pendiente | [ 100 ] |
| Asociación de Críticos de Hollywood                   | 24 de febrero de 2023   | Mejor actriz de reparto                             | Keke Palmer                                                               | Pendiente | [ 100 ] |
| Hollywood Critics Association Creative Arts Awards    | 17 de febrero de 2023   | Mejor campaña de marketing                          | Nope                                                                      | Pendiente | [ 101 ] |
| Hollywood Critics Association Creative Arts Awards    | 17 de febrero de 2023   | Mejor sonido                                        | Johnnie Burn y José Antonio Garcia                                        | Pendiente | [ 101 ] |
| Hollywood Music in Media Awards                       | 16 de noviembre de 2022 | Mejor banda sonora en una película de terror        | Michael Abels                                                             | Ganador   | [ 102 ] |
| Asociación de Críticos de Cine de Los Ángeles         | 11 de diciembre de 2022 | Mejor fotografía                                    | Hoyte van Hoytema                                                         | Finalista | [ 103 ] |
| MOBO Awards                                           | 30 de noviembre de 2022 | Mejor actuación en una serie de televisión/película | Daniel Kaluya                                                             | Nominado  | [ 104 ] |
| Premios del Círculo de Críticos de Cine de Nueva York | 2 de diciembre de 2022  | Mejor actriz de reparto                             | Keke Palmer                                                               | Ganadora  | [ 105 ] |
| Críticos de Cine de Nueva York en Línea               | 11 de diciembre de 2022 | Mejor fotografía                                    | Hoyte van Hoytema                                                         | Ganador   | [ 106 ] |
| Premios People's Choice                               | 6 de diciembre de 2022  | Mejor película de 2022                              | Nope                                                                      | Nominada  | [ 107 ] |
| Premios People's Choice                               | 6 de diciembre de 2022  | Mejor película dramática de 2022                    | Nope                                                                      | Nominada  | [ 107 ] |
| Premios People's Choice                               | 6 de diciembre de 2022  | Mejor estrella masculina de 2022                    | Daniel Kaluuya                                                            | Nominado  | [ 107 ] |
| Premios People's Choice                               | 6 de diciembre de 2022  | Mejor estrella de drama de 2022                     | Daniel Kaluuya                                                            | Nominado  | [ 107 ] |
| Premios People's Choice                               | 6 de diciembre de 2022  | Mejor estrella de drama de 2022                     | Keke Palmer                                                               | Nominada  | [ 107 ] |
| Premios People's Choice                               | 6 de diciembre de 2022  | Mejor estrella femenina de 2022                     | Keke Palmer                                                               | Nominada  | [ 107 ] |
| Premios Saturn                                        | 25 de octubre de 2022   | Mejor película de ciencia ficción                   | Nope                                                                      | Ganadora  | [ 108 ] |
| Premios Saturn                                        | 25 de octubre de 2022   | Mejor actor                                         | Daniel Kaluuya                                                            | Nominado  | [ 108 ] |
| Premios Saturn                                        | 25 de octubre de 2022   | Mejor actriz                                        | Keke Palmer                                                               | Nominada  | [ 108 ] |
| Premios Saturn                                        | 25 de octubre de 2022   | Mejor director                                      | Jordan Peele                                                              | Nominado  | [ 108 ] |
| Premios Saturn                                        | 25 de octubre de 2022   | Mejor guion                                         | Jordan Peele                                                              | Nominado  | [ 108 ] |
| Premios Saturn                                        | 25 de octubre de 2022   | Mejor música                                        | Michael Abels                                                             | Nominado  | [ 108 ] |
| Premios Saturn                                        | 25 de octubre de 2022   | Mejor montaje                                       | Nicholas Monsour                                                          | Nominado  | [ 108 ] |
| Asociación de Críticos de Cine de San Luis            | 18 de diciembre de 2022 | Mejor película de terror                            | Nope                                                                      | Ganadora  | [ 109 ] |
| Asociación de Críticos de Cine de San Luis            | 18 de diciembre de 2022 | Mejor fotografía                                    | Hoyte van Hoytema                                                         | Nominado  | [ 109 ] |
| Asociación de Críticos de Cine de San Luis            | 18 de diciembre de 2022 | Mejores efectos visuales                            | Guillaume Rocheron, Jeremy Robert, Sreejith Venugopalan y Scott R. Fisher | Nominados | [ 109 ] |
| Asociación de Críticos de Cine de San Luis            | 18 de diciembre de 2022 | Mejor escena                                        | "Un trágico día en el set de Gordy's Home"                                | Nominada  | [ 109 ] |
| Washington D.C. Area Film Critics Association         | 12 de diciembre de 2022 | Mejor guion original                                | Jordan Peele                                                              | Nominado  | [ 110 ] |
| Washington D.C. Area Film Critics Association         | 12 de diciembre de 2022 | Mejor fotografía                                    | Hoyte van Hoytema                                                         | Nominado  | [ 110 ] |

## Secuela potencial
En julio de 2022, Perea reveló que había convencido a Peele y a los ejecutivos de Universal para que cambiaran el destino de su personaje en el clímax de la película de ser asesinado principalmente por interés en una posible secuela, diciendo: "No hay forma de que la historia termine en mi cabeza". No hay forma. Por lo heroico que parecía todo al final, creo que no hay forma de que dejen a los héroes así. Esto es solo el comienzo de algo nuevo": En una entrevista con Thrillist, el diseñador de Jean Jacket, John O. Dabiri, sugirió que la criatura sobrevivió a su aparente muerte al final de la película.